# Skonto
Der oder das Skonto (italienisch conto, „Rechnung“ und s- für lateinisch ex, „aus, heraus, weg von“, also „aus der Rechnung heraus“) ist im Handel ein Preisnachlass auf den Kaufpreis, den der Verkäufer dem Käufer bei Zahlung innerhalb einer bestimmten Zahlungsfrist einräumt. Hierbei handelt es sich im Grundsatz um die Weitergabe eines Zinsvorteils vom Lieferanten an den Kunden.

## Allgemeines
Ein Skonto wird in den Zahlungsbedingungen vereinbart. Der Käufer bekommt im Rahmen des Kaufvertrags den Kaufgegenstand sofort vom Verkäufer übergeben, muss aber den Kaufpreis nicht Zug um Zug entrichten, sondern erst innerhalb der vorgesehenen Zahlungsfrist. Dadurch wird dem Käufer ein Lieferantenkredit eingeräumt. Der Preisnachlass des Skontos wird gewährt, wenn der Käufer den Kaufpreis entweder sofort oder innerhalb der vereinbarten Zahlungsfrist entrichtet.

## Berechnungsgrundlagen
Die Skontobasis ist nicht immer der gesamte Rechnungsbetrag, sondern – speziell im Handwerk – oft nur der Materialkostenanteil. Personalkosten wie Fertigungskosten oder Wartungsarbeiten werden nicht skontiert, was als Handelsbrauch einzustufen ist. Die konkrete Bemessungsgrundlage muss in den Zahlungsbedingungen geregelt sein.  
Die Zahlungsbedingung „innerhalb von 14 Tagen abzüglich zwei Prozent Skonto, innerhalb von 30 Tagen netto“ bedeutet: Bei Begleichung der Rechnung innerhalb der Skontofrist von 14 Tagen darf der Zahlungspflichtige zwei Prozent von der Berechnungsgrundlage abziehen. Erfolgt die Bezahlung nach Ablauf der Skontofrist, ist der volle Rechnungsbetrag fällig. Lässt sich der Schuldner mehr als 30 Tage Zeit, sind Verzugszinsen und eventuell Mahnkosten zu zahlen. Wenn er nach Ablauf der Skontofrist skontiert, liegt ein erzwungener Rabatt vor, den der Lieferant vom Schuldner zurückfordern kann.
Als Skontosatz wird der in Prozent der Berechnungsgrundlage angegebene Skonto bezeichnet. Der Skontosatz beträgt üblicherweise zwei bis drei Prozent, er kann konstant oder zeitlich gestaffelt sein. Bei einer zeitbezogenen Skontostaffel ist der Skontosatz umso höher, je kürzer die Skontofrist ist. Ein Beispiel dafür bieten die Zahlungsbedingungen der deutschen Textilindustrie, in der ein Konditionenkartell besteht. Danach sind die Rechnungen seit 2002 wie folgt zahlbar: innerhalb von 10 Tagen mit vier Prozent Skonto oder ab 11. bis 30. Tag mit 2,25 Prozent Skonto oder ab 31. bis 60. Tag netto.

## Arten der Preisnachlässe
Bonus, Rabatt und Skonto lassen sich als Preisnachlässe wie folgt unterscheiden:
| Preisnachlass | Merkmale | Arten/Bemerkungen                                                                                  |
| ------------- | --- | -------------------------------------------------------------------------------------------------- |
| Bonus         | ein nachträglicher Preisnachlass, der erst am Jahresultimo bei Erreichen oder Überschreiten eines bestimmten Absatzvolumens gewährt wird | Bonussysteme (BahnBonus, Miles & More, Payback), Cashback-Systeme                                  |
| Rabatt        | wird vom Listenpreis bei Zahlung (Barzahlung, Kartenzahlung) sofort abgezogen                                                            | Barzahlungsrabatt, Funktionsrabatt, Mengenrabatt, Naturalrabatt, Sonderrabatt, Treuerabatt         |
| Skonto        | wird als Preisnachlass gewährt, wenn die Zahlungsfrist eingehalten wurde und bei Lieferung eine Zahlung erfolgt.                         | Der Lieferant gewährt einen Lieferantenkredit und trägt bis zum Zahlungseingang ein Zahlungsrisiko |

## Wirtschaftliche Aspekte
Aus Sicht des Skonto gewährenden Unternehmens stellt der Skonto eine Erlösschmälerung wie gewährte Boni oder Rabatte dar, hat deshalb Bedeutung in der Kostenrechnung und ist stets Bestandteil der Preiskalkulation:
```
    
Umsatzerlöse
 (brutto)
    - 
Erlösschmälerungen
 (Boni, Rabatte, Skonti)
    - 
Umsatzsteuer

    - 
Wareneinsatz
 (netto)
    = 
Rohertrag
 I
```

Der Rohertrag würde höher ausfallen, wenn es keine Erlösschmälerungen gäbe. Wird der Skonto vom Kunden durch Ablauf der Zahlungsfrist nicht in Anspruch genommen, erhöht sich der Kaufpreis um den Skontobetrag als Entgelt des Lieferanten für die Einräumung eines Lieferantenkredits, so dass der Umsatzerlös höher ausfällt. 
Dieser Lieferantenkredit ist für das Unternehmen teurer als ein Bankkredit zur Kaufpreisfinanzierung, was durch folgende Formel offengelegt wird:
Beispiel
Der Kaufpreis beträgt 1.500 Euro, bei Zahlung innerhalb von 14 Tagen ermäßigt er sich um 2 % Skonto bei einem Zahlungsziel zum Nettopreis innerhalb von 30 Tagen:
{\displaystyle {\text{Effektivzins}}={\frac {2\cdot 360}{30-14}}=45\,\%}.
Der Skontosatz von 2 % wird zur so genannten Skontobezugsspanne (Zahlungsziel minus Skontofrist) ins Verhältnis gesetzt. Der Kreditzins bei Bankkrediten liegt nicht nur bei normalem Zinsniveau, sondern erst recht beim Negativzins deutlich unter dem Effektivzins von 45 % eines nicht in Anspruch genommenen Skontos. Es lohnt sich daher stets, bei fehlender Liquidität Skonti durch Aufnahme von Bankkrediten zu nutzen. Eine genaue Berechnung des Zinssatzes gibt es in zahlreichen Quellen.
Skontokalkulation
Der Skonto ist Bestandteil der Einstandspreiskalkulation. Der Preis vor Skontoabzug ist der Zielverkaufspreis, der Preis nach Skontoabzug ist der Barverkaufspreis:
{\displaystyle {\text{Barverkaufspreis}}={\text{Zielverkaufspreis}}\cdot (1-{\text{Skontosatz}})}.
{\displaystyle {\text{Zielverkaufspreis}}={\frac {\text{Barverkaufspreis}}{1-{\text{Skontosatz}}}}}.
Beispiel: Zielpreis = 100,00 €; Skontosatz = 3 % = 0,03
{\displaystyle {\text{Barverkaufspreis}}=100\,\mathrm {\euro} \cdot (1-0{,}03)=97\,\mathrm {\euro} }.
{\displaystyle {\text{Zielverkaufspreis}}={\frac {97\,\mathrm {\euro} }{1-0{,}03}}=100\,\mathrm {\euro} }
Skonto als Verzugszinsabschlag
Der Rechnungsbetrag enthält Zinsen, die der Kunde bei Zahlung innerhalb der Skontofrist abziehen darf. Den Skonto kann man demnach als Verzugszinserlass auffassen:
{\displaystyle {\text{Verzugszinssatz p. a.}}\ =\left({\frac {\text{Zielverkaufspreis}}{\text{Barverkaufspreis}}}-1\right)\cdot {\frac {360}{{\text{Zahlungsziel}}-{\text{Skontofrist}}}}}.
Beispiel: Bei der Zahlungsbedingung „innerhalb von 8 Tagen abzüglich 2 Prozent Skonto, innerhalb von 30 Tagen netto“ gilt:
{\displaystyle {\text{Verzugszinssatz p. a.}}=\left({\frac {100}{98}}-1\right)\cdot {\frac {360}{30-8}}=33{,}4\ \%.}
Das Skonto gewährende Unternehmen muss im Rahmen des Debitorenmanagements stets seine Skontoquote – also den Anteil der gewährten Skonti am Umsatzerlös – überprüfen. Eine zu hohe Skontoquote kann auf zu lange Zahlungsfristen, zu hohe Listenpreise oder eine Unterschätzung der Liquidität der Kunden hindeuten; eine sinkende Skontoquote kann dagegen auf Bonitätsprobleme der Debitoren hinweisen, weil sie den teuren Lieferantenkredit in Anspruch nehmen müssen und nicht (mehr) skontieren.